# Слапчук Василь Дмитрович
Васи́ль Дми́трович Слапчу́к (нар. 23 грудня 1961, Новий Зборишів Горохівського району на Волині) — український поет, прозаїк, літературний критик. Лауреат Національної премії України ім. Тараса Шевченка (2004), заслужений діяч мистецтв України (2001).

## Життєпис
Народився 23 грудня 1961 р. в селі Новий Зборишів Горохівського району Волинської області.
Після закінчення Лобачівської середньої школи навчався професії шліфувальника у Луцькому технічному училищі № 1, після якого працював на автозаводі «Комунар» м. Запоріжжя.
Військовий обов'язок відбував у Афганістані. Служив у 3 батальйоні 66 ОМСБ, що знаходилася у м. Джелалабаді. 12 лютого 1981 року відділення, у якому він служив, залишили прикривати відхід колони, під час бою БМП (бойову машину піхоти) підбили з гранатомета. У результаті вибуху заклинило башту. Слапчукові вдалося усунути пошкодження, після чого продовжували бій. 4 червня 1981 року отримав контузію, коли БМП підірвалася на міні. Від госпіталізації відмовився, зоставшись на бойовій позиції. 18 червня 1981 року під час штурму бази моджахедів в ущелині Тора-Бора (одна з п'яти наймасштабніших військових операцій, що проводилися радянськими військами на території Афганістану 1981 р.) у провінції Нангархар, був тяжко поранений. Ця база стала відомою після того, як 2001 р. її довелося штурмувати американським військам. Лікувався у шпиталях м. Ташкента та м. Львова.
Закінчив факультет української філології Луцького педагогічного інституту ім. Лесі Українки (1988–1993). Кандидат філологічних наук 2011 р. Кандидатська дисертація: «Національний образ світу у творчості поетів-шістдесятників (М. Вінграновський і А. Вознесенський)».
Голова Комітету Міжнародної літературної премії імені Григорія Сковороди «Сад божественних пісень».
Член Комітету з Міжнародної літературно-мистецької премії імені Пантелеймона Куліша.
Одружений. Дружина — Наталія Гранич. Діти — Іван (від першого шлюбу), Дмитро.

## Літературна діяльність
Літературну діяльність Слапчук розпочав на початку 90-х років. Його ранні вірші публікувалися в обласній молодіжній газеті «Молодий ленінець» (тепер «Віче») (1984 р.), журналі «Перець» та у журналі «Жовтень» (тепер «Дзвін») (1989 р.).
Перша поетична збірка «Як довго ця війна тривала» виходить у 1991 році й разом із повістю «Прокляття» (1991) та книжкою віршів «Німа зозуля» (1994) утворює об'єднане афганською тематикою трикнижжя. Осмислюючи трагедії та руйнації, що їх неминуче приносить війна, Слапчук озвучує своє розуміння принципів людського існування/співіснування, в якому до найвищих моральних та духовних цінностей відносить цінності, запропоновані християнським світосприйняттям. У вірші «В оточенні» Слапчук протиставляє фатальному безуму війни, в якій «знову йде на муки син», просвітлену та обнадійливу теїстичну символіку: «Війна диктує нам закони, // Ми їх зречемося колись. // У небі місяць, мов ікона, // На нього тихо помолись». Л. Оляндер пише: «Афганістан багато що змінив у світогляді Василя Слапчука. Пережите та передумане стало значною часткою того ґрунту, на якому почали вибудовуватися його поезія й гуманістична художньо-філософська концепція світу та людини». У 2002 р. обидві поетичні збірки та повість «Прокляття» перевидаються книгою «Птах з обпаленим крилом», назву якої узято з вірша «Скотилось сонце кулею згори…» (зі збірки «Як довго ця війна тривала»): «…Тіла горіли у вогні, // А душі вже знялись у вирій, // На рідну землю подалися. // Як птах з обпаленим крилом, // Душа кружляла над селом». У післямові до книги письменник зазначає: «Якими б не видавалися тепер мені або ж читачеві ці тексти, писав я їх тоді щиро. Я діставав їх із себе, вони замішані на моїй крові. Тож, незважаючи на деякі ґанджі засобів художнього вираження й технічного втілення, я й сьогодні готовий підписатися під суттю кожного з цих віршів».
До афганської теми Слапчук повертається у книжці «Навпроти течії трави» (2001), до якої увійшли написані у 1994–1999 рр. поетичні та прозові тексти, а також у новому романі, розділи з якого у 2009 р. було заанонсовано у журналі «Кур'єр Кривбасу».
У наступних збірках поета душевний біль, пов'язаний із військовою тематикою, притлумлюється. У римованих поезіях, верлібрах та віршах у прозі з'являються прояснені й щемливі ліричні інтонації, оскільки притаманну афганським збіркам експресивність і почуттєву інтенсивність Слапчук, філософськи переосмисливши своє військове минуле й зі стоїцизмом прийнявши його фатальні наслідки, трансформує на іншому духовному рівні («Стосовно досвіду афганської війни. Цей досвід виявився позитивним попри негативне явище»).
У цьому сенсі є показовою книжка «Мовчання адресоване мені» (1996) — чергове поетичне трикнижжя із графічним художнім оформленням у авторському виконанні. Триєдність у Слапчука завжди апелює до християнської символіки. Власну світоглядну і творчу еволюцію Слапчук звізуалізував на аскетичній чорно-білій книжковій обкладинці: зболений вусатий чоловік зі смиренно опущеними бровами вкладає голову до рота космічної рибини. Позаяк риба з часів раннього християнства є першим символом і монограмою Ісуса Христа, а три переплетених риби у свою чергу символізують Святу Трійцю, авторську ілюстрацію слід сприймати у промовистому релігійному контексті. Символіка, що насичувала афганські поезії раннього періоду творчості (гімнастерка, душман, куля, БМП, варта, зброя), починаючи з книжки «Мовчання адресоване мені», поступається символам філософського споглядання та самозаглиблення (ангел, мовчання, тиша, синиця, бедрик, метелик).
Серед наступних поетичних книжок Слапчука — «Укол годинниковою стрілкою» (1998), а також об'єднані просвітленим образом хлопчика-мудреця збірки «Трикнижжя Явіна» (1996) і «Крапка зсередини» (2000), в яких дедалі виразніше відбувається художньо-образний симбіоз християнського світогляду та східної філософії (конфуціанство, дзен, суфізм). Філософія Сходу віддавна належала до головних естетичних уподобань письменника. Розміщені у збірках тексти вирізняються лаконічністю висловлюваних автором спостережень і думок, а чергування римованих віршів, верлібрів, прози стає ще більш продуманим та принциповим.
Літературознавці (В. Базилевський, М. Жулинський, М. Кодак, Є. Баран, І. Бондар-Терещенко), звертаючись до творчості Слапчука, вказують на притаманні його творам витончений психологізм, афористичність, алюзійність, делікатну іронію, сарказм, парадоксальність, неоднозначність та багатоплановість філософських запитань. Із цього приводу Є. Баран зазначає: «Слапчук все більше і більше говорить парадоксами. Це його світоглядний принцип і мистецький прийом. Все у всьому: взаємопов'язування взаємопротилежних речей». В одному з інтерв'ю Слапчук каже наступне: «Основа моєї філософії — Євангеліє. Схід же мені цікавий тим, що я знаходжу там багато українського, а ще — підтвердження моєму переконанню, що в Євангелії є вся необхідна людині мудрість, треба лише навчитися звідти її черпати. Східні вчення тільки укріплюють мене як православного християнина». Зазначені філософсько-етичні та духовно-моральні принципи Слапчук демонструє й у поетичних книжках «Сучок на костурі подорожнього» (2002) та «Солом'яна стріха Вітчизни» (2003).
Однією з найбільш важливих та болючих у творчості Слапчука є тема Україна та українці («Така мені // Україна, // що // повісився б»).
Письменник, із піднесеним натхненням сприйнявши Помаранчеву революцію 2004 р., написав книжку поезії і публіцистичних заміток під назвою «Так!..» (2005). Згодом Слапчук скаже: «Найглибшою емоційною ямою в моєму житті був період після Помаранчевої революції, коли стало зрозуміло, що змін не буде. Це найбільша моя ілюзія. І найбільше розчарування. Це найтяжчий період у моєму житті. Я відчув себе обдуреним і зневаженим. Я зневірився. Помаранчевим лідерам вдалося зробити зі мною те, що не зуміла війна. Тепер моє завдання — перевести негативні переживання у позитивний досвід».
З гордістю пишучи про національні традиції та козацтво («якими б світами // козак не волочився // Батьківщину // з собою носить», «лише пісня // сльозу в козацькому оці // бачить») у книжці «Солом'яна стріха Вітчизни» (розділи «Зламана гілка верби, або Україніана», «Правда старої криниці, або Козакування», «Звідки трава росте, або зустрічі з Котигорошком»), Слапчук водночас озвучує характерні національні ґанджі, котрі, на його думку, впродовж тривалого історичного періоду мали негативний вплив на українську ментальність («Повна Україна // українців, // та всі — // іншомовні», «рубає козак // наліво та направо // голови по землі котяться // та все з оселедцями»). Продемонстрований письменником вдумливий і глибокий національний критицизм дав підстави В. Базилевському стверджувати, що у творах Слапчука «більше історіософської правди, ніж у статтях професійних істориків».
У 2004 р. С. перший серед волинських письменників отримує Національну премію імені Тараса Шевченка за дві поетичні книжки — «Сучок на костурі подорожнього» та «Навпроти течії трави».
Після написання повісті «Прокляття», Слапчук довгий час не звертається до написання художньої прози, проте пише дві книжки літературної критики: «Політ механічної зозулі над власним гніздом» (2001) та «В очікуванні на інквізитора» (2003), в яких розглядає творчість Є. Сверстюка, М. Жулинського, Й. Струцюка, Г. Гусейнова, С. Процюка, М. Матіос, Л. Тарнашинської, К. Москальця, Ю. Ґудзя, В. Шкляра, В. Науменка, В. Лиса, В. Даниленка. «Українська література потребує критика-інквізитора, який приніс би їй очищення вогнем і кров'ю. (Прошу не розуміти мене буквально: мова моя образна й метафорична). Інквізитора, котрий у попелі спалених книг зуміє знайти істину — ту, якої нам бракує на сторінках», — зазначає письменник. Слапчук конкретний і влучний у висловлюванні своїх літературно-критичних зауважень, проте зберігає максимальну толерантність і доброзичливість у своєму ставленні до рецензованого твору та автора.
У 2003 р. з'являється роман «Сліпий дощ» — перший у серії прозових книг, які впродовж наступних років виходять друком у видавництві «Факт» (романи «Дикі квіти» (2004), «Осінь за щокою» (2006), «Жінка зі снігу» (2008) та повісті «Клітка для неба», «Глобус України», «Кенгуру завбільшки з цвіркуна» (2006)).
Роман «Сліпий дощ» складається з трьох розділів, об'єднаних історією про вовкулаку. Трилерність першого розділу, з перших сторінок книжки не дозволяючи літературним героям залишатися у тіні подій, змушує їх до активного визначення — морального і духовного. У кожній із частин «Сліпого дощу» С. втілює певну психологію сприйняття дійсності, котра виявляється визначальною для героїв роману (Тихона-вовкулаки, Оксани, Андрія, Ніни-Катерини, Анатолія), і котра зумовлює їхню здатність по різному сприймати дійсність та обирати в ній своє принципове місце — чи то шляхом безкомпромісного вивищування над проблематикою життя чи ж, навпаки, шляхом потрапляння у бездуховний морок й екзистенційну безвихідь. Письменник відводить кожному героєві роману роль, яку той, перебуваючи «у шкурі, яку носить», мусить прожити до кінця — незалежно від того позитивна надана роль чи негативна. Проте, наперед визначаючи драматургію для своїх персонажів, Слапчук не знебарвлює їхньої перспективи категоричною однозначністю — ніби залишає можливість скеровувати власне життя попри обставини й неприязну реальність. У кожному розділі роману психологічна атмосфера оповіді цілком відповідає психології героїв. Дощ супроводжує дійство роману — від густих зловіщих струменів, коли Тихін полює на своїх жертв, й до майже сакральної очисної зливи з громовим розверзанням небес, під час якої Ніні являється ангел — у кедах, спортивному костюмі та зі сяйливим мечем, яким пізніше «зтинає» голову попові (сцена відсилає до евангелійної притчи, в якій Ісус Христос перекидає столи і розкидає гроші торговців у дворі храму).
У 2004 виходить друком роман «Дикі квіти». У романі кожен із розділів написано від імені героїв роману — членів пересічної української родини. Сімейні негаразди, конфлікти та подружні зради чоловіка Степана і дружини Лариси є тим ґрунтом, на якому зростає їхній син — Вовик. Н. Бернадська звертає увагу на те, що «обділені справжнім родинним теплом діти нагадують дикі квіти тому, що самі дорослі здичавіли: не можуть знайти спільну мову навіть у мікрокосмосі родини, виконують вигадані ними ж ролі батька, матері, але не є ними насправді». Постмодерністську манеру письма Слапчука, яка з найбільшою виразністю проявилася у романі «Осінь за щокою», написаному раніше за «Сліпий дощ», «Дикі квіти» та «Клітку для неба», в «Диких квітах» завуальновано. Така латентність насамперед свідчить про те, що постмодерністська естетика цікавить Слапчука, який у виборі засобів насамперед виходить із ідейного задуму твору, лише в аспекті отримання певного технічного арсеналу художньо-виразових засобів, котрі сприяють образній багатоплановості. Мінімалізуючи сюжетні колізії й увиразнюючи проблематику «Диких квітів», Слапчук викликає у читача відчуття постійної авторської присутності, причетності до дійства. Особливо щирим є середній розділ роману «Калюжа пізнання», написаний від імені хлопчика. За Н. Бернадською, «образ Вовчика позбавляє роман головної постмодерністської художньої домінанти — „ідеологічної“ безсторонності». Життєвий побутовізм, у котрому вибудовуються сюжетні лінії роману, Слапчук насичує блискучим гумором та іронією (Є. Баран зауважує, що побутовізм у творчості Слапчука «урівноважується майже біблійними одкровеннями»).
До наступної книжки Слапчука «Клітка для неба» (2006) увійшли три повісті: «Клітка для неба», «Глобус України», «Кенгуру завбільшки з цвіркуна». Збірка повістей стоїть осторонь попередніх прозових творів письменника й вирізнюється лірико-поетичною легкістю письма та наскрізною сюжетністю з елементами фантасмагорійної притчевості.
Роман «Осінь за щокою» (перший великий прозовий твір у доробку Слапчука), який складається з восьми новел, вийшов друком у 2006 році. У романі є виразними елементи інтелектуальної літературної гри, в якій поєднуються різні жанрові складові (драматургічні, поетичні), непередбачуваність сюжетних ходів, позірна відсутність ідеологічного та проблематичного забарвлення. Головний герой книжки — письменник, життя якого напрочуд щільно переплітається з життям його літературних персонажів. Письменникове ім'я в устах матері, друзів, коханих і некоханих жінок не має чіткої «філологічної правильності», а тому й вимовляється по різному — Талик, Віктор, Віталій, Дуля, Вектор, Тюлечка, Скурвий Син, хоча за паспортом, повідомляє Слапчук у передостанній новелі «Коротка стрілка жіночого годинника», письменник й узагалі йменується Вікентієм. Перебуваючи у ролі головного героя, письменник фіксує на папері свої випадкові та обов'язкові зустрічі, даючи літературним персонажам дивні імена (Зела, Кір, Кола, Ого, І Ван Син, Ія). (Слапчук: «Я вигадую своїм героям імена, які б підкреслювали їхню нетутешність та інородність. (…) Дуже часто імена моїх героїв це не власні імена, а прізвиська, які покликані приховувати істинну суть. (…) Існує чимало наворотів, пов'язаних з ім'ям, для мене ж це тільки ще одна можливість, скориставшись цим подвійним дном, провезти, якусь важливу або цікаву для мене художню деталь контробандою».) Загальний сюжет кожної новели, котра у свою чергу містить у собі безліч мікросюжетів, у Слапчука є максимально знерухомленим (за винятком поодиноких подієвих сплесків: відвідини художника Юзя, доставка холодильника у ремонт, потрапляння до відділу міліції або численних оповідей у новелі «Чорнильниця Чехова»). Сюжетна статика є своєрідною авторською позою для медитації: перебуваючи в ній, Слапчук концентрує увагу на динамічній психології своїх героїв і на новому рівні активізує фабулу. Залишаючи у кожній із новел місце для діалогу та розмови, С. моделює різні психологічні ситуації, в яких поперемінно опиняються: письменник і його alter ego, письменник і сусіди (про існування яких — а тим паче про їхнє зацікавлення його творчою особою — він і не підозрює), письменник і його знайомі, Чоловік та Жінка/Жінки (Арсен і Зела, Кір і Кола, Ого і дівчина, І Ван і сестри Ія та Зоя, головний герой і Данута, головний герой і Марта).
Книга поезій «Новенький ровер старенького пенсне» (Луцьк: Твердиня, 2007) містить авторське відчитання творчої біографії Павла Тичини.

## Творчість
Книги поезій
- «Як довго ця війна тривала» (Луцьк: Видавничо-редакційний відділ Волинського обласного управління по пресі, 1991)
- «Німа зозуля» (Дрогобич: Видавнича фірма «Відродження», 1994)
- «Мовчання адресоване мені» (Дрогобич: Видавнича фірма «Відродження», 1996)
- «Трикнижжя Явіна» (Луцьк: Волинське обласне редакційно-видавниче підприємство «Надстир'я», 1996)
- «Укол годинниковою стрілкою» (Луцьк: Ініціал, 1998)
- «Крапка зсередини» (Львів: Престиж Інформ, 2000)
- «Навпроти течії трави» (Луцьк: Надстир'я, 2001)
- «Сучок на костурі подорожнього» (Луцьк: Видавництво «Волинська обласна друкарня», 2002)
- «Птах з обпаленим крилом» (Луцьк: Видавництво «Волинська обласна друкарня», 2002)
- «Солом'яна стріха Вітчизни» (Луцьк: Видавництво «Волинська обласна друкарня», 2003; 2004)
- «Так!..» (Луцьк: Твердиня, 2005)
- «Дванадцять ню» (Луцьк: Твердиня, 2005)
- «Новенький ровер старенького пенсне» (Луцьк: Твердиня, 2007)
- «Золоті куполи» (Луцьк: Видавництво «Волинська обласна друкарня», 2008)
- «Вибране» (Луцьк: Твердиня, 2011)
- «Вибрані поезії» (Київ: Ярославів Вал, 2012)
- «Вулик Батьківщини» (Луцьк: Вежа-Друк, 2019)

Книги прози
- «Сліпий дощ» (К.: Факт, 2003)
- «Дикі квіти» (К.: Факт, 2004)
- «Осінь за щокою» (К.: Факт, 2006)
- «Клітка для неба» (К.: Факт, 2006)
- «Жінка зі снігу» (К.: Факт, 2008)
- «Книга забуття» (К.: Ярославів Вал, 2013)
- «Та сама курява дороги» (К.: Український пріоритет, 2015)
- «Поміж світів і сяяння світил» (К.: Український пріоритет, 2016)
- «Кохання, Дао і марципани» (К.: Український пріоритет, 2018)
- «Роман & Роман» (К.: Рідна мова, 2019)
- «Потоптана трава небес» (К.: Український пріоритет, 2021)

Книги критики
- «Політ механічної зозулі над власним гніздом» (Луцьк: Видавництво «Волинська обласна друкарня», 2001)
- «В очікуванні на інквізитора» (Луцьк: Видавництво «Волинська обласна друкарня», 2003)
- «Бронепотяг сучасного літпроцесу» (Луцьк: Вежа-Друк, 2016)

Книги есеїв
- «Між шляхом воїна і Дао» (Луцьк: Терен, 2011)
- «Чумацький Шлях і його обочини» (Житомир: Видавець О. О. Євенок, 2016)
- «Чистий четвер» (Брустури: Дискурсус, 2016)

Книги поезії й прози для дітей
- «Гарний настрій» (К.: Веселка, 1991)
- «Йшов їжак бережком» (Дубно: Незабудка, 1992)
- «Зелений ведмедик» (Львів: Каменяр, 1993)
- «Миколаєва ніч» (Луцьк: Твердиня, 2004)
- «Окраєць хліба» (Луцьк: Твердиня, 2005)
- «Риба під парасолем» (К.: Ярославів Вал, 2005)
- «Бджолиний Бог і бджоленятко» (Луцьк: Видавництво «Волинська обласна друкарня», 2009)

Монографії
- «Національний образ світу у творчості поетів-шістдесятників (М. Вінграновський і А. Вознесенський)» (Луцьк: Вежа-Друк, 2016)

Книги перекладів
- Кшиштоф Савіцький. Околиці світу: Поезії (білінгво). - Луцьк: Терен, 2014. - 120 с. - Переклад з польської та упорядкування.
- Войцех Пестка. Сніданок з Гамлетом: Вибрані вірші. - Луцьк: ПВД «Твердиня», 2016. - 96 с. - Переклад з польської.
- Богдан Задура. Роки спокійного сонця: Повість. - Луцьк: Вежа-Друк, 2020 - 116 с. - Переклад з польської.
- Александра Зіньчук. Ї ду де: Вірші (білінгво). - Луцьк: Вежа-Друк, 2021 - 80 с. - Переклад з польської.

Книги прози, видані за кордоном
- Wasyl Słapczuk. Kobieta ze śniegu: Powieśc /  Tłumaczenie Wojciech Pestka, Iwoną Wasilewską. - Lublin: Polihymnia, 2012. - 264 s. - ISBN 978-83-7270-999-8 - («Жінка зі снігу», Польща)
- Wasyl Słapczuk. Księga zapomnienia: Powieśc /  Tłumaczenie Wojciech Pestka. - Kraków: Wysoki Zamek, 2014. - 428 s. - ISBN 978-83-939586-7-2 - («Книга забуття», Польща)
- Wasyl Słapczuk. Ten sam kurz drogi: Powieśc /  Przełozył Wojciech Pestka. - Lublin: WARSZTATY KULTURY / Seria Wschodni Express,  2021. - 432 s. - ISBN 978-83-64375-47-7 - («Та сама курява дороги», Польща)
- Васил Слапчук. Сляп дъжд: Роман / Превод: Мариян Петров. - София: Книги за всички, 2021. - 298 с. - ISBN 978-619-7535-31-0 - ("Сліпий дощ", Болгарія)

Книги поезій, видані за кордоном
- Васил Слапчук. Крилатият мъж: Стихове / Превод от украински: Димитър Христов. - София: Издателство «Богианна», 2016. - 80 с. - ISBN 978-954-676-134-7 - ("Крилатий чоловік", Болгарія)
- «Tak to jest» (Польща, 2016)
- Wasyl Słapczuk. Kropka w środku / Przekład Bohdan Zadura. - Częstochowa: Towarzystwo Galeria Literacka, 2018. - 140 s. - ISBN 978-83-65994-03-5 - ("Крапка зсередини", Польща)
- Wasyl Słapczuk. Wieczorne słońce / Wybrał i przełźył Bohdan Zadura. - Lublin: WARSZTATY KULTURY / Seria Wschodni Express,  2019. - 290 s. - ISBN 978-83-64375-38-5 - ("Вечірнє сонце", Польща) - Вибране, білвнгво.
- Vasyl Slapchuk. Last touch of nettle / Translated from Ukraian by Michael Blekhman. - New York: Almaz,  2019. - 60 p. - ISBN 978-1-68082-031-7 - ("Останній дотик кропиви", США)
- Васіль Слапчук. Каранацыя палявого рамонка / Переклад з украінскай Міколы Адама. - Мінск: Колоград, 2019. - 76 с. - ISBN 978-985-596-430-9 - ("Коронація польової ромашки", Білорусь)
- Васіль Слапчук. Кветкі на мінным полі / Переклад з украінскай Міколы Адама. - Мінск: Колоград, 2020. - 94 с. - ISBN 978-985-596-617-4 - ("Квіти на мінному полі", Білорусь)
- Wasyl Słapczuk. Nowiutki rower starych binokli / Przełźył Bohdan Zadura. - Warszawa: Państwowy Instytut Wydawniczy, 2021. - 104 s. - ISBN 978-83-8196-178-3 - ("Новенький ровер старенького пенсне", Польща)

## Громадська діяльність
- Голова ГО "Волинського асоційованого товариства «Афганський синдром»" (2009-2014).
- Голова ГО "Чумацький віз" (від 2014 р.)
- Голова журі Міжнародної літературної премії імені Григорія Сковороди «Сад божественних пісень» (2016).[4]
- Голова журі Почесної відзнаки Народний поет України
- Член Комітету з Міжнародної літературно-мистецької премії імені Пантелеймона Куліша.

## Відзнаки
Державні нагороди і звання України
- Національна премія України імені Тараса Шевченка (2004) — за книги «Навпроти течії трави» і «Сучок на костурі подорожнього»
- Заслужений діяч мистецтв України (2001)
- Орден «За заслуги» II ст. (2 грудня 2014) — за вагомий особистий внесок у соціально-економічний, культурно-освітній розвиток Волинської області, значні трудові досягнення, багаторічну сумлінну працю та з нагоди 75-річчя від дня утворення області[5].
- Орден «За заслуги» III ст. (20 січня 2010) — за вагомий особистий внесок у справу консолідації українського суспільства, розбудову демократичної, соціальної і правової держави[6].
- Орден «За мужність» III ст. (14 лютого 1998) — за активну громадську діяльність, участь у вирішенні питань соціального захисту учасників бойових дій, інвалідів війни та сімей загиблих в Афганістані[7].
- Грамота Верховної Ради України (2010)
- Медаль «Захиснику Вітчизни» (1999)
- Пам'ятна медаль «25 років виведення військ з Афганістану» (2014)
- Медаль Жукова (1998)
- Нагрудний знак «Ветеран війни» (1994)

Державні нагороди СРСР
- Орден Червоної Зірки (1987)
- Грамота Президії Верховної Ради СРСР воїну-інтернаціоналісту (1988)
- Ювілейна медаль «70 років збройних сил СРСР» (1988)

Державні нагороди іноземних країн
- Медаль «Воїну-інтернаціоналісту від вдячного афганського народу» (Афганістан, 1988)
- Медаль «В пам'ять 10-річчя виведення радянських військ з Афганістану» (Білорусь, 1999)
- Медаль «65 років визволення Республіки Білорусь від німецько-фашистських загарбників» (Білорусь, 2009)
- Медаль «20 років виведення Радянських військ з Афганістану»  (Білорусь, 2009)

Звання Почесного громадянина
- Почесний громадянин Луцька (2010)
- Почесний громадянин Волині (2011)

Нагороди відомчих та громадських організацій
- Медаль «За сприяння Збройним Силам України» (Міністерство оборони України, 2011)
- Медаль «15 років Збройним Силам України» (Міністерство оборони України, 2009)
- Відзнака «Золотий нагрудний знак» (Волинський національний університет імені Лесі Українки, 2011)
- Медаль «Почесна відзнака» (Національна спілка письменників України, 2011)
- Медаль «За заслуги» III ст. (Українська спілка ветеранів Афганістану, 2008)
- Медаль «За громадянську мужність» (Українська спілка ветеранів Афганістану, 2003)
- Орден III ст. «Бронзовий козацький хрест» (Українське реєстрове козацтво, 2009)
- Почесна відзнака «Трудова слава» (Міжнародна академія рейтингових технологій і соціології «Золота фортуна», 2014)[8]
- Медаль «Олександра Довженка» (Міжнародна літературно-мистецька академія України, 2017)[9]

Нагороди відомчих організацій іноземних країн
- Почесна відзнака «За заслуги перед польською культурою» (Міністерство культури та національної спадщини Польщі, 2013)[10]
- Знак Губернатора Московської області «За ратну службу» (Російська Федерація, 2009)

Премії
- Премія Волинського фонду культури — «Надія» (1993)
- Премія імені Агатангела Кримського (1997)
- Премія імені Василя Стуса (Українська асоціація незалежної творчої інтелігенції, 1999) - за творення поетичного образу України
- Премія фонду Воляників-Швабінських (2000)
- Премія імені Павла Тичини (2001) - за поетичну книгу «Крапка зсередини»
- Міжнародна літературна премія «Тріумф» (Чернігівський інтелектуальний центр, 2001) — за значний внесок у літературу
- Премія імені Івана Огієнка (2002)
- Премія імені Богдана-Нестора Лепкого (2002) - за поетичну книгу «Солом'яна стріха Вітчизни»
- Премія імені Бориса Нечерди (Ліга українських меценатів, 2003) - за поетичну книгу «Навпроти течії трави»
- Премія імені Олекси Гірника (Ліга українських меценатів, 2005)[11]
- Премія імені Івана Кошелівця (2007)[12]
- Премія імені родини Косачів (2011) — за книгу для дітей «Бджолиний бог і бджоленятко»
- Премія імені Пантелеймона Куліша (2011) — за книгу поезій «Золоті куполи»[13]
- Премія імені Леоніда Глібова (2013) — за роман «Дикі квіти»[14]
- Премія клубу української інтелігенції «Ярославів Вал» (2014) — за роман «Книга забуття»[15]
- Премія імені Якова Гальчевського «За подвижництво у державотворенні» (2017)[16]
- Міжнародна літературна премія імені Миколи Гоголя «Тріумф» (Міжнародна літературно-мистецька академія України, 2020) - за книгу «Роман & Роман»[17]
- Міжнародна літературна премія «Дон Кіхот» (Міжнародна літературно-мистецька академія України, 2021) - за книгу «Роман & Роман», яка оприявлює безмір і велич літератури та незнищенність людського духу[18]

Конкурси і фестивалі
- Переможець обласного поетичного конкурсу «Перші акорди» (1984)
- Дипломант міжнародного конкурсу «Гранослов» - за повість «Прокляття» (1992)
- Третє місце в конкурсі «Книжкова толока» (номінація «Проза») - за роман «Книга забуття» (2014)
- Переможець 2-го Всеукраїнського фестивалю «Книжкова Буча» в номінації «Краща книга прози» - за роман «Поміж світів і сяяння світил» (2016)
- Лауреат конкурсу «Діамантовий Дюк» імені де Рішельє (номінація «Поезія») - за книгу «Вибрані поезії» (2017)
- Відзнака імені Івана Багряного - за книгу «Роман & Роман» (2020)[19]

Премії зарубіжних країн
- Премія імені Юзефа Лободовського (Польща, 2015) - за романи «Жінка зі снігу» та «Книга забуття»[20]
- Міжнародна гуманітарна премія «Золотий асик» (Казахстан, 2016)[21]
- Літературна премія імені Ернеста Гемінґвея (Канада, 2016)[22]
- Літературна премія імені Веніаміна Блаженного (Білорусь, 2017)[23]
- Міжнародна літературна премія імені Джека Лондона (США, Сан-Франциско, 2019)[24]
- Міжнародна літературна премія імені Антуана де Сент-Екзюпері (Франція-Німеччина, 2019)[25]
- Літературна премія імені Максима Танка (Мінське міське відділення Спілки письменників Білорусі, (Білорусь, 2020))[26]
- Літературна премія імені Івана Шамякіна (Мінське міське відділення Спілки письменників Білорусі, (Білорусь, 2021))[27]

Інші зарубіжні відзнаки
- Почесна грамота і відзнака «Золотий Пегас» Спілки болгарських письменників (Болгарія, 2015)[28]
- Диплом і медаль «Міцкевич-Пушкін» Польського товариства «Польща-Схід» (Польща, 2017)[29]
- Медаль Міжнародного клубу Абая (Казахстан, 2018)
- Медаль Максима Богдановича (Мінське міське відділення Спілки письменників Білорусі, (Білорусь, 2019))[30]
- Міжнародна літературно-мистецька медаль Мігеля де Сервантеса (Іспанія - США - Німеччина, 2020)[31]

Антипремії
- Премія «Золотий хрін» за найгірший опис сексу в українській літературі («Роман & Роман»)[32]

## Медіа
- «Волинське телебачення»: Василеві Слапчуку — 50 років;